# Меглен
Меглен (Моглен, грч. Μογλενά, Моглена или Αλμωπία, Алмопија, тур. Karacaova, Караџова) је историјско-географска област и општина у Средишњој Македонији, Грчка, на граници са Северном Македонијом. По подацима из 2021. године број становника у општини је био 24.989. Административни центар је град Саботско.
Област представља изузетно лепу котлину, оивичену планинама Ниџе (Ворас) са запада, Кожуф (Дзена) са севера и Пајак (Пајко) са истока. Кроз Мегленску котлину тече река Мегленица (Могленицас) са својим бројним притокама.

## Историја
У доба антике област позната као Алмопија, је једна од 17 провинција древног Македонског царства. Име области потиче од алмопите — у грчкој древној митологији народ дивова.
У периоду од 6—7. века у област се насељава словенско племе Сагудати који су крају наденули име Меглен и у њему град-тврђава истог имена, које је и епископско седиште. После битке на Беласици 1014. године и смрти македонског цара Самуила град је опседан од војске цара Василија II. После дугог отпора под вођством војводе Илице, меглен је заузет 1015. године. Византијске власти у град насељавају Сиријце, Јермене и Печенезе. Од 1018. године Меглен је трон митрополита Охридске архиепископије.
Око 1203. године бугарски цар Калојан преузима тврђаву Меглен и преноси мошти канонизованог епископа Илариона Мегленског у своју престоницу Трново, а цар Иван Асен II га полаже у цркву Светих Четрдесет мученика.
Град Меглен је много разрушен у време освајања Османлија и у време њихове владавине. Рушевине тврђаве налазе се у близини села Слатине (Хриси). Име Меглен продужавају да носе епископија и област. 1719. године епископска катедра Меглен је преименована у Митрополија Меглен и Катраница (Μητρόπολη Μογλενών και Κατρανίτζης). Средином 18. века, 1759. године, велики део словенског и влашког становништва Меглена, на челу са митрополитом прима ислам. Средиште митрополита пребачено је у Катраницу (Пирги), затим у Емборе (Емборио) и на крају у Лерин (Флорина).
На крају 19. века област је насељена већином Словенима хришћанима и муслиманима, Власима и Турцима а подељена је између каза: Воденске, Пазарске и Ђевђелијске. Словени су се у Меглену називали „пуливаковци“ или „долнополенци“.
После Другог Балканског рата, 1913. године Меглен улази у састав Грчке. За време Првог светског рата Меглен се налази непосредно уз главну линију Солунског фронта. Села Сборско (Певкото) и Тушин (Аетохори) су разрушени током војних дејстава, а становништво се пресељава у великом броју, у различите крајеве: Тиквеш, околина Ђевђелије, Горњу Џумају, Стару Загору и друго. Услед ратних дејстава исељавали су се и Власи највише у јужну Добруџу. 1924. године одлукама Мира у Лозани, где је договорена размена становништва између Грчке и Турске, муслиманско становништво Мегленске области принудно је исељено (протерано) у Турску, а на њихово место дошли су Грци прогнаници из Мале Азије и Источне Тракије. Мегленски Турци и Словени муслимани, у највећем броју, од стране турске Владе насељени су у областима Анталије и Испарте.

## Влахомеглен
У најсевероисточнијем делу области, у горњем току Големе реке и по западним и источним падинама планине Пајак смештено је неколико села, која образују крај познат као „Влахомеглен“ (или на грчком: Βλαχομογλενά). Влашка мегленска села су Ноти (Нотија), Лугунци (Лангадија), Бериславци (Периклија) и Ошин (Архангелос), али географски Влахомеглен излази ван географских граница Меглена и обухвата и села Љумница (Скра), Купа, Ливада (Ливадија), Црна Река (Карпи) и Баровица (Кастанери) у општини Пеонија, као и Хума, Серменин и Конско у општини Ђевђелија, у Северној Македонији.
Ова села традиционално су насељена православним Власима, а једно од њих — Ноти је 1759. године потурчено. Меглено-влашки или језик Мегленорумуна се веома разликује од језика осталих македонских Влаха, који су Аромуни (Цинцари). Народна ношња мегленских Влаха разликује се од ношње осталих Влаха, а слична је словенској ношњи у Меглену. Велики део обичаја овог народа сличан је обичајима својих словенских комшија.
Године 1900, Ђевђелијска каза, у којој је живело највише Мегленских Влаха, имала је 49.315, од тога су 20.643 Словени, 14.900 Турци, 9.400 хришћански Мегленски Власи и Аромуни, 3.500 муслимански Мегленски Власи, 655 Роми, и 187 Черкези.
Власи-муслимани из села Ноти су се 1923. године иселили у европски део Турске. У Турској су познати као Карађовалидес, што долази од од Карађова (турски назив за Меглен). Године 1926, око 450 породица мегленских Влаха преселило се у Румунију и настанило се у Јужној Добруџи. Након што је Бугарска поново освојила Јужну Добруџу 1940. године, Мегленски Власи су се преселили у друге делове у Румунији, а многи од њих су се населили у Северној Добруџи. 270 породица Меглено-Влаха и 158 породица Цинцара настанило у овом делу Румуније између 1940. и 1948. године. Током 1947. и 1948. године, нове комунистичке власти депортовале су 40 мегленских породица у суседне жупаније и у Банат, а само мали број њих се вратио у Добруџу.
Данас има свега 1.200 говорника меглено-влашког. Други талас Мегленаца је емигрирао у Румунију и друге земље током Другог светског рата и Грчког грађанског рата, због тешких борби у региону Меглена. Веома мали број је остао да живи у Банату.

## Насељена места
Општина Меглен је формирана 1. јануара 2011. године спајањем 2 некадашње административне јединице: Саботско и Капињани.
- Општинска јединица Саботско: Саботско, Баово, Бизово, Волчишта, Габровци, Доње Родиво, Драгоманци, Костурени, Манастир, Невор, Пиперијес, Пожарско, Пожарске Бање, Полјани, Пребадиште Раниславци, Рудино, Саракиново, Сверјани, Струпино, Тресино, Цаки, Црнешево.
- Општинска јединица Капињани: Капињани, Бериславци, Гостољуби, Карладово, Кожушани, Лугунци, Новоселци, Ноти, Ошин, Продром, Ружјани, Слатина, Страишта, Тодорци, Трстеник, Тушин, Фуштани.

## Становништво
| 2011.  | 2021.  |
| ------ | ------ |
| 27.556 | 24.989 |